# Église de Kittilä
L’église de Kittilä (finnois : Kittilän kirkko) est une église en bois située à Kittilä en Finlande,.

## Description
L'église est conçue  par Carl Ludvig Engel dans un style néoclassique et construite en 1831.
L'église est l'une des seules constructions épargnées par les incendies déclenchés par les soldats allemands en retraite durant la guerre de Laponie de 1944-1945. 
Elle est le plus ancien bâtiment du village.